# Klaka
 Ovo je glavno značenje pojma Klaka. Za druga značenja pogledajte Klaka (razdvojba).
Klaka (fr. claque od claquer - pljeskati) organizirana je skupina ljudi, koji su najčešće plaćeni da aplaudiraju ili zvižde tokom predstave u kazalištu, utičući tako na publiku, pa i na samo izvođenje. Pripadnik klake naziva se klaker. Klakeri su postojali još u Antici, a osobitu važnost stekli su u Francuskoj u XVII. i XVIII. stoljeću.

## Fenomen klake
Fenomen klake zasniva se na psihologiji mase, kad su ljudi skloniji pljesku, smijehu i sličnome, odnosno povode se za ponašanjem svoje okoline.

## Povijest
Još u doba antike bilo je često unajmljivanje ljudi za pljesak u dramskim predstavama. U IV. stoljeću pr. Kr. na predstavama Dionizovog kazališta, na natjecanjima komedija, Filemon je pobjeđivao Menandra, tako što je klaka utjecala na publiku, a publika dalje na suce.
U Starom Rimu klake su korišene kako u kazalištu, tako i u sudnicama i javnom političkom životu. Na primjer, Neron, poznat kao umišljeni umjetnik, koristio je klakere za osiguranje aplauza. Skupio je grupu od 5000 pljeskača, koja ga je svuda pratila i iskazivala "oduševljenje" njegovom glazbom. Grupa je bila podijeljena u nekoliko odjeljenja, a svako od njih je imalo starješinu, po čijim se znacima znalo kada i kojim intenzitetom treba pljeskati vladarevoj vještini, a kada se "oduševljenje" moralo pretvoriti u "ovacije". Ovo je inspiriralo francuskog pjesnika iz XVI. stoljeća Jeana Daurata, koji se smatra zaslužnim za razvoj moderne klake. Za jednu od svojih predstava on je kupio veliki broj ulaznica i dijelio ih, uz uvjet da dobije pljesak.
Klaka je sistematizirana kad je izvjesni Monsieur Sauton 1820. u Parizu otvorio agenciju "za osiguranje dramskog uspjeha" (Assurance de succès dramatique), koja se bavila organiziranjem i obezbjeđivanjem klakera za kazališta. Do 1830. klaka je postala značajni čimbenik kazališta. Direktor kazališta mogao je naručiti bilo koji broj klakera.
Šef klake (voditelj aplauza) prosuđivao je gdje je potrebno pljeskati glumcima i predstavi. Najčešće je napamet znao komade i mjesta u predstavi kada treba dati znak, ili sam započeti aplauz, nakon čega bi mu se pridružili ostali klakeri. Pod njegovim vodstvom su obično bili klakeri, podijeljeni po specijalnostima:
- Tapageurs (poticatelji): Oni trebaju snažno pljeskati.
- Connaisseurs (poznavatelji): Oni trebaju izvikivati pozitivne primjedbe.
- Rieurs (smijači): Oni trebaju zaraziti okolne gledatelje svojim "spontanim" smijehom.
- Pleureurs (plačljivice): Bile su uglavnom žene, njihov zadatak bio je da jecaju za vrijeme dirljivih scena.
- Chatouilleurs (zabavljači): Trebali su držati publiku u dobrom raspoloženju svojim diskretnim šalama.
- Bisseurs (izvikivači biseva): Nakon predstave su dugotrajno pljeskali i izvikivali "bis!, bis!" tražeći od izvođača ponavljanje.

Koncept klaka ubrzo se proširio po svijetu, pa su ih tako koristili u Milanu (Teatro alla Scala), Beču, Londonu (Covent Garden) i New Yorku (Metropolitan Opera). Klake su se koristile i kao vid ucjene, jer su šefovi klaka često od debitirajućih umjetnika iznuđivali novac. Ako neki umjetnik ne bi platio, klakeri bi zviždali, pravili buku i ometali predstavu. Također, neki umjetnici su plaćali klakere da zvižde i ometaju konkurenciju.
Wagner je svoju operu Tannhäuser povukao s Pariškog opernog repertoara nakon treće predstave, zbog ometanja i prekida koji su izazivali pripadnici aristokratskog Jockey Cluba.
Klaka je izgubila svoj utjecaj krajem XIX. stoljeća, kad se nametnuo novi oblik ophođenja publike, kroz socijalne norme ponašanja na predstavama.

## Preneseno značenje
U prenesenom značenju pod klakom se podrazumijeva i svako izražavanje pretjeranog entuzijastičkog odobravanja, kao na primjer slušatelji političkog govora na stranačkom skupu.

## Utjecaj
I danas se klaka ili njeni oblici koriste u raznim prigodama za utjecaj na publiku:
- U kazalištu se zakupljuju mjesta za plaćene "prijatelje kazališta", ali je njihovo djelovanje suptilnije.
- Animatori su osobe koje vode, zabavljaju ili potiču publiku na neku aktivnost. Tako na primjer, bolji hoteli imaju animatore za djecu, vođe navijača upravljaju navijanjem (obično uz navijačke rekvizite).
- U brojnim televizijskim humorističkim serijama koristi se "montirani smijeh", snimka smijeha koja treba dočarati prisustvo publike.[4]
- U televizijskim emisijama koje se emitiraju uživo, voditelj aplauza daje signal publici kada trebaju pljeskati, a kada se smijati. Za to se koriste velike table ili monitori s odgovarajućim natpisom ("aplauz", "smijeh", "uzdah", "ovacije" i slično).
- Jedan od oblika klake su i narikače, žene koje se profesionalno bave oplakivanjem pokojnika.
- Web sadržaj je također često manipuliran plaćenim suradnicima. Na primjer, neki web serveri za određenu cijenu garantiraju određeni broj posjeta, ako kod njih postavite svoju prezentaciju.[5]

## Vanjske poveznice
- Članak Miljenka Jergovića o klakerima s web stranice www.jutarnji.hr
- Klakeri "isfućkali" operu "Kamenik", iz feljtona Slobodne Dalmacije o Jakovu Gotovcu.
- Linzy Erika Dickinson, "Theatre in Balzac's La comédie humaine", , Google books
- Albert W. Halsall, "Victor Hugo and the romantic drama", Google books